# TV Typewriter

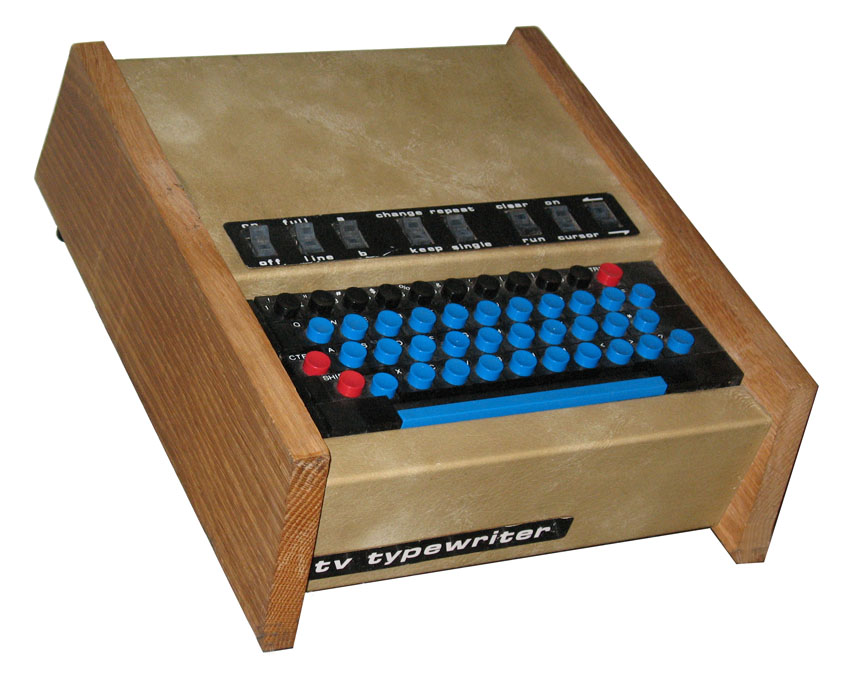
El prototip del TV Typewriter de Don Lancaster.

El TV Typewriter (La màquina d'escriure de TV) era un terminal de vídeo que podia mostrar 2 pàgines de 16 línies amb 32 caràcters en majúscula cadascuna en un televisor estàndard. El disseny de Don Lancaster va aparèixer a la coberta la revista Radio-Electronics al setembre de 1973. La revista va incloure una descripció de 6 pàgines del disseny però els lectors podien sol·licitar per correu un paquet de 16 pàgines amb els detalls de construcció. Radio-Electronics va vendre milers de còpies per $ 2,00 cadascuna. El TV Typewriter és considerat una fita en la revolució de l'ordinador domèstic juntament amb els computadors Mark-8 i l'Altair 8800.

## TVT I
Don Lancaster va ser enginyer a Goodyear Aerospace dissenyant terminals de vídeo d'alta resolució per a usos militars. Don també ha estat un prolífic autor de projectes per aficionats (hobbyst) publicats a les revistes Popular Electronics i Radio-Electronics. Un projecte de vídeo li va donar a Don la inspiració per al seu projecte més influent, un terminal de vídeo de baix cost conegut amb el nom "TV Typewriter" (la màquina d'escriure de TV). El disseny emprava lògica TTL i memòries de registre de desplaçament (shift register). (Els microprocessadors i la memòria RAM eren nous i molt costosos). Amb els terminals professionals costaven sobre els $ 1000, aquest kit de $ 120 es va veure com una ganga. Southwest Technical Products va vendre el conjunt de les circuits impresos per $ 27 i els vuit circuits integrats principals per 49,50 $. L'aficionat havia d'adquirir la resta dels components pel seu compte.
En l'edició de novembre, els redactors es van disculpar pels retards en l'enviament dels llibrets (o fullets) del TV Typewriter als milers de lectors que els van demanar. També van enumerar les fonts de les peces electròniques per la dificultat d'aconseguir els components. Don Lancaster també va contestar a una sèrie de preguntes dels lectors i va donar idees per a funcions addicionals i usos per al TV Typewriter. L'edició de desembre tenia una pàgina de correcció per al llibret del TV Typewriter. Els dos avisos van ser inclosos en impressions posteriors del llibret.
El disseny compacte i el traçat complex del circuit van fer al TV Typewriter un projecte desafiador per a l'aficionat. Però molts van acabar el projecte i alguns fins i tot el van connectar als seus ordinadors basats en Intel 8008. En l'edició d'abril de 1975 el butlletí de notícies Micro-8 tenia 6 pàgines amb modificacions dels usuaris i dels dissenys d'interfície per connectar el TV Typewriter amb els computadors Mark-8 o el SCELBI. El disseny original del TV Typewriter no va incloure cap interfície serie, ni cap connexió de mòdem, o cap emmagatzematge de dades fora de línia en cinta de casset. Don Lancaster va escriure sobre aquests en l'edició de setembre de 1975 de Byte Magazine i el seu "cook book" del TV Typewriter. Una targeta d'interfície sèrie dissenyada per Rogelio Smith va ser publicada en l'edició de gener de 1975 de la revista Ràdio Electronics.

## Teclats
Avui dia, els teclats són fàcilment disponibles, són barats i tenen una interfície estàndard. El 1973, els teclats nous només estaven disponibles per als fabricants de computadors i terminals. Els teclats que es produïen en excés estaven disponibles per als aficionats, però sovint produïen codis diferents de l'ASCII, com el Baudot o l'EBCDIC. El projecte i el kit del TV Typewriter no incloïa cap teclat. La coberta de setembre de la revista va mostrar un projecte de teclat que Don Lancaster va fer en l'edició de febrer de 1973. Aquest projecte va implicar la fabricació a mà de 55 interruptors de tecles inclosa la fabricació dels ressorts per a cada tecla. La majoria dels aficionats van triar utilitzar un teclat sobrant i el van modificar per produir codis ASCII. El prototip de TV Typewriter de Don Lancaster que ara està en exhibició en el Computer History Museum té un teclat sobrant amb un circuit codificador ASCII que va ser publicat en l'edició de febrer de 1974 de Radio-Electronics. Els plans per a aquest codificador també van ser inclosos en el llibret del TV Typewriter.
La revista Popular Electronics d'abril de 1974 va oferir un kit complet de teclat dissenyat per Don Lancaster i disponible per Southwest Technical Products per $ 39,50. La primera versió va usar simples circuits integrats (ICs) RTL per desxifrar la matriu de tecles. El disseny aviat va ser millorat per utilitzar un IC codificador de teclat amb característiques completes.

## TVT II - CT-1024 Terminal

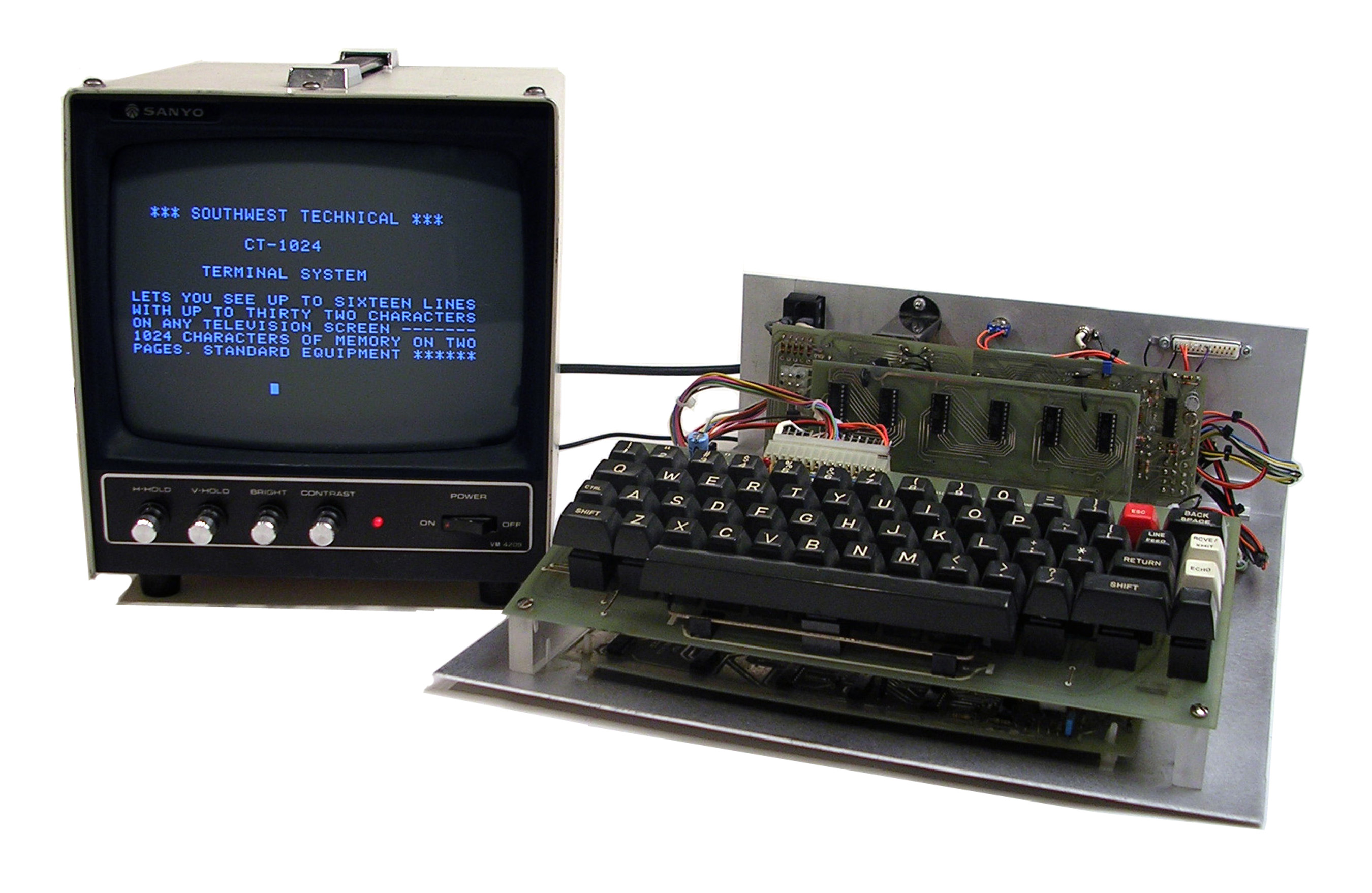
Terminal CT-1024 amb un monitor.

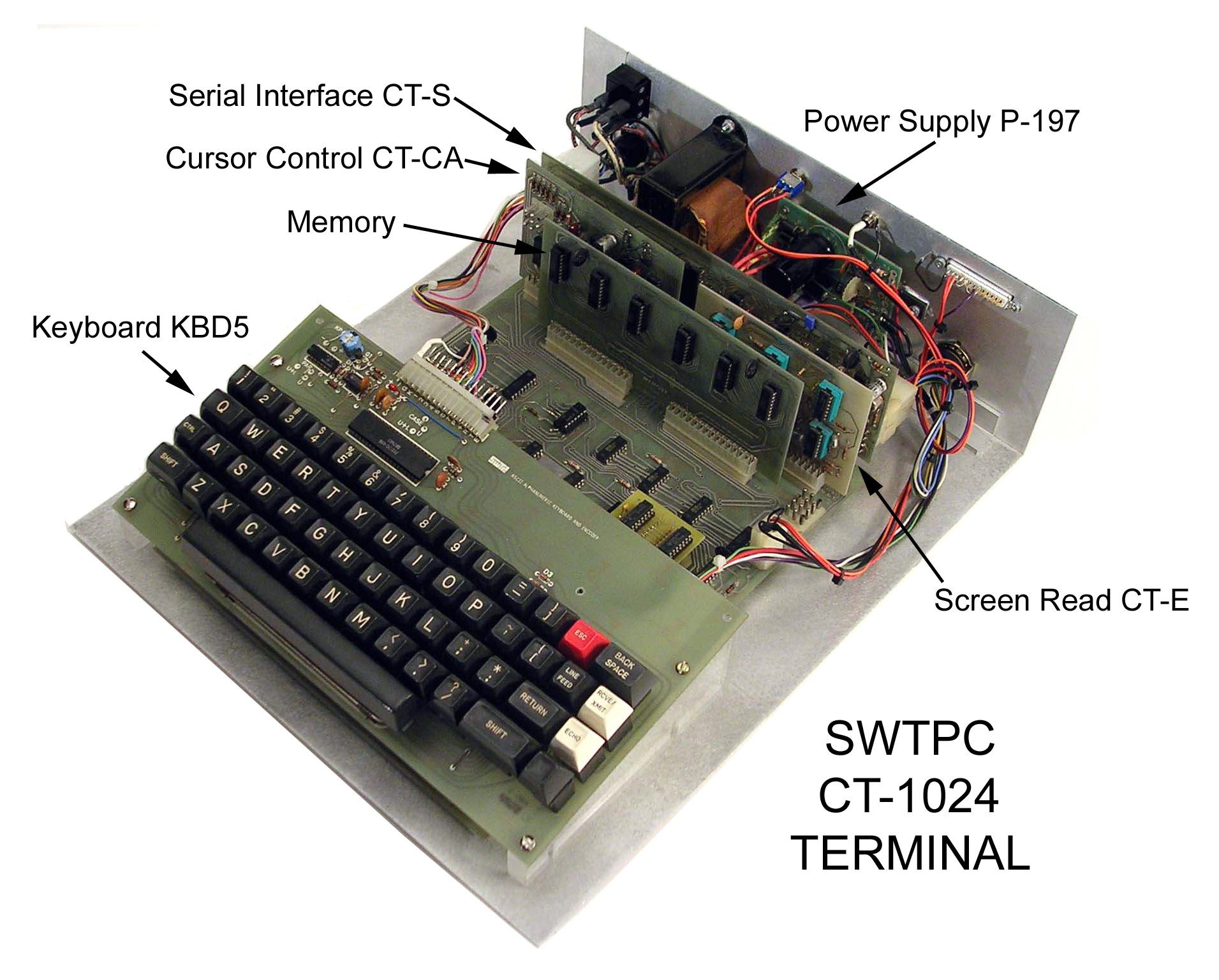
CT-1024 Terminal System.

La TV Typewriter original era difícil d'acoblar i alguns dels ICs s'estaven traient de producció així que Southwest Technical Products va decidir redissenyar el kit. La substitució va ser oferta a Ràdio Electronics com el TV Typewriter II. Aquesta vegada els lectors no van haver de demanar un conjunt d'esquemes, el disseny complet va ser publicat en 6 edicions de la revista començant el febrer de 1975.
Per dissenyar el nou TV Typewriter, Daniel Meyer de SWTPC, va fitxar a Ed Colle, un enginyer que havia treballat a Datapoint en el disseny de terminals. El terminal SWTPC CT-1024 mostrava 32 caràcters per 16 línies sense scrolling. Va utilitzar xips corrents TTL i memòries RAM estàtiques 2102. Les targetes presentaven un espaiament de parts molt fluix i traços amples per fer-les fàcil d'coblar. Es venia un conjunt complet de targetes opcionals, incloent una interfície sèrie. El teclat estava basat en el disseny de Don Lancaster. La resta del terminal va ser dissenyat per Ed Colle.
El disseny va ser acabat per finals de 1974 i els kits estaven llestos per a la venda abans de desembre de 1974. La primera propaganda per al CT-1024 va aparèixer en l'edició de gener de 1975 de Popular Electronics a la pàgina que donava al capdavant de l'article sobre l'ordinador Altair 8800. El CT-1024 va ser molt reeixit perquè un kit complet amb opcions costava només 275 $. Va ser reemplaçat el 1977 pel millorat CT-64 que va oferir scrolling i 64 caràcters per línia en majúscula i minúscula.